# Comuna Dubova, Mehedinți
Dubova este o comună în județul Mehedinți, Banat, România, formată din satele Baia Nouă, Dubova (reședința) și Eibenthal.
Are o suprafață de 164.43 ha și un număr de 211 clădiri, cu un indice al concentrării clădirilor în vatră (clădiri/hectar) de 16,74.
Face parte din provincia istorică Banat.

## Demografie
Componența etnică a comunei Dubova
     Români (58,24%)
     Cehi (29,47%)
     Alte etnii (12,29%)
Componența confesională a comunei Dubova
     Ortodocși (55,87%)
     Romano-catolici (32,12%)
     Alte religii (0,98%)
     Necunoscută (11,03%)
Conform recensământului efectuat în 2021, populația comunei Dubova se ridică la 716 locuitori, în scădere față de recensământul anterior din 2011, când fuseseră înregistrați 785 de locuitori. Majoritatea locuitorilor sunt români (58,24%), cu o minoritate de cehi (29,47%). Din punct de vedere confesional, majoritatea locuitorilor sunt ortodocși (55,87%), cu o minoritate de romano-catolici (32,12%), iar pentru 11,03% nu se cunoaște apartenența confesională.

## Politică și administrație
Comuna Dubova este administrată de un primar și un consiliu local compus din 9 consilieri. Primarul, Victor Doscocil[*], de la Partidul Național Liberal, este în funcție din 2008. Începând cu alegerile locale din 2024, consiliul local are următoarea componență pe partide politice:
|  | Partid                          | Consilieri | Componența Consiliului | Componența Consiliului | Componența Consiliului | Componența Consiliului |
|  | ------------------------------- | ---------- | ---------------------- | ---------------------- | ---------------------- | ---------------------- |
|  | Partidul Național Liberal       | 4          |                        |                        |                        |                        |
|  | Partidul Social Democrat        | 4          |                        |                        |                        |                        |
|  | Alianța pentru Unirea Românilor | 1          |                        |                        |                        |                        |

## Galerie de imagini, Dubova și împrejurimile

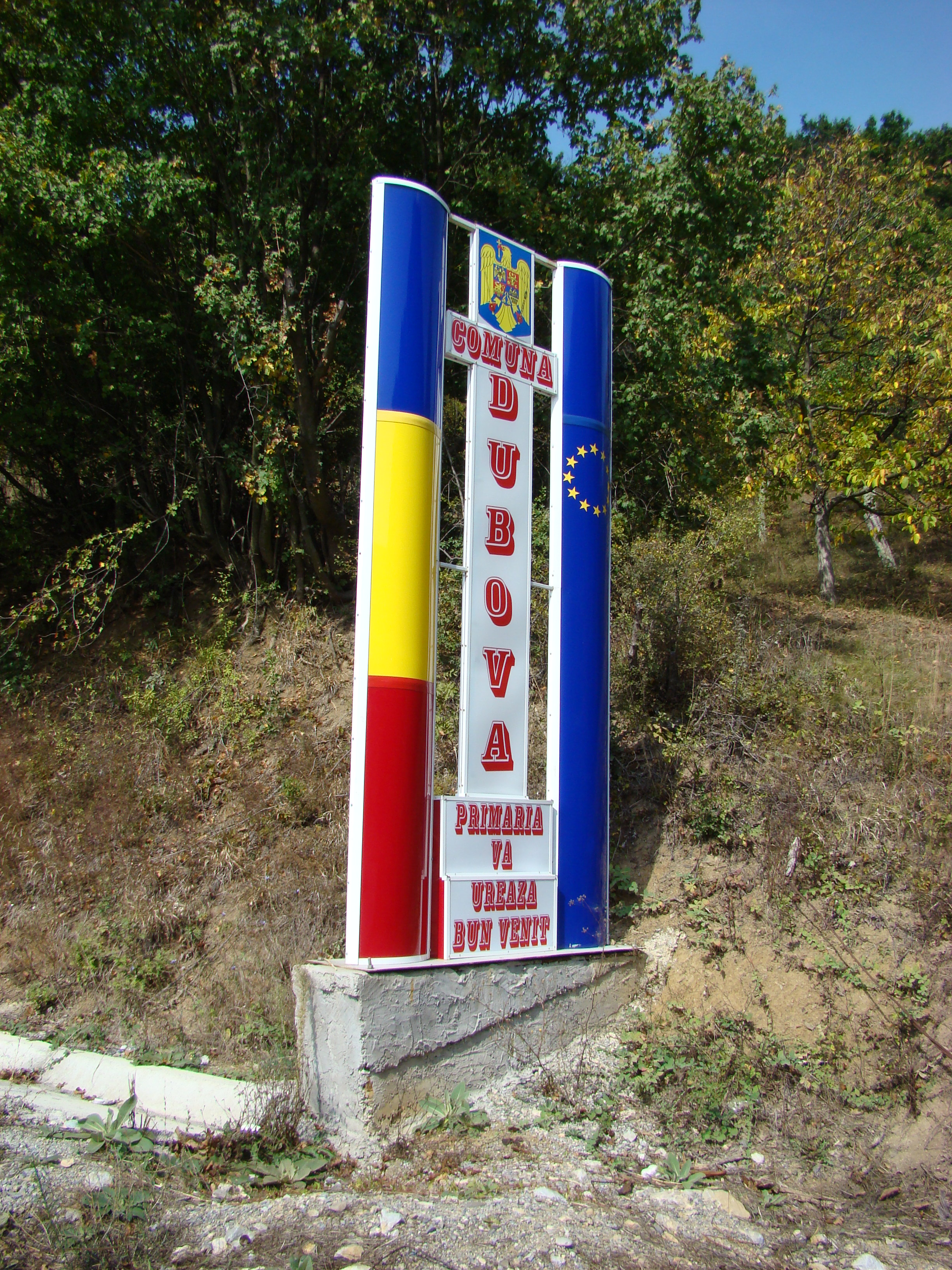
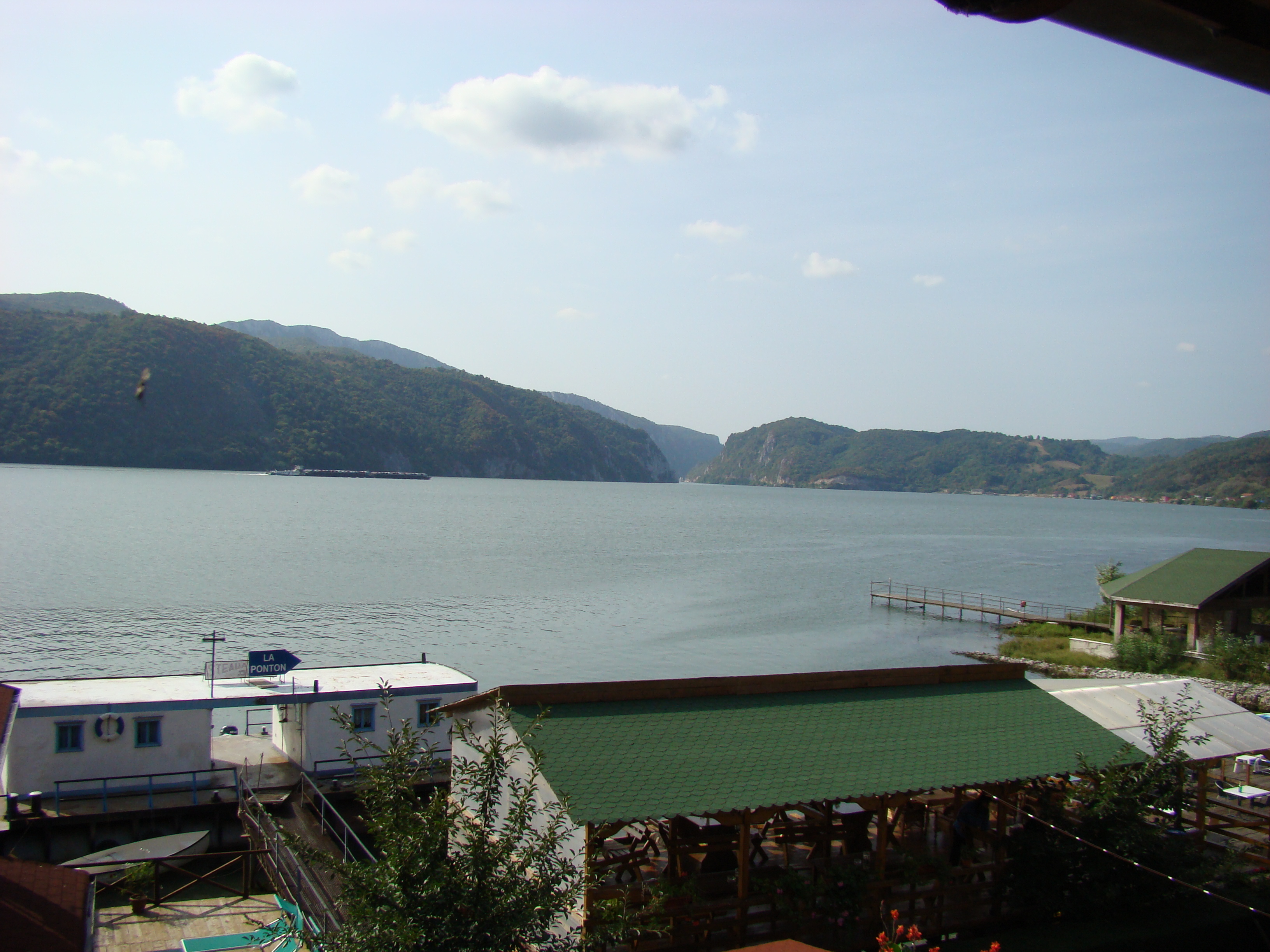
Dunărea la Cazane
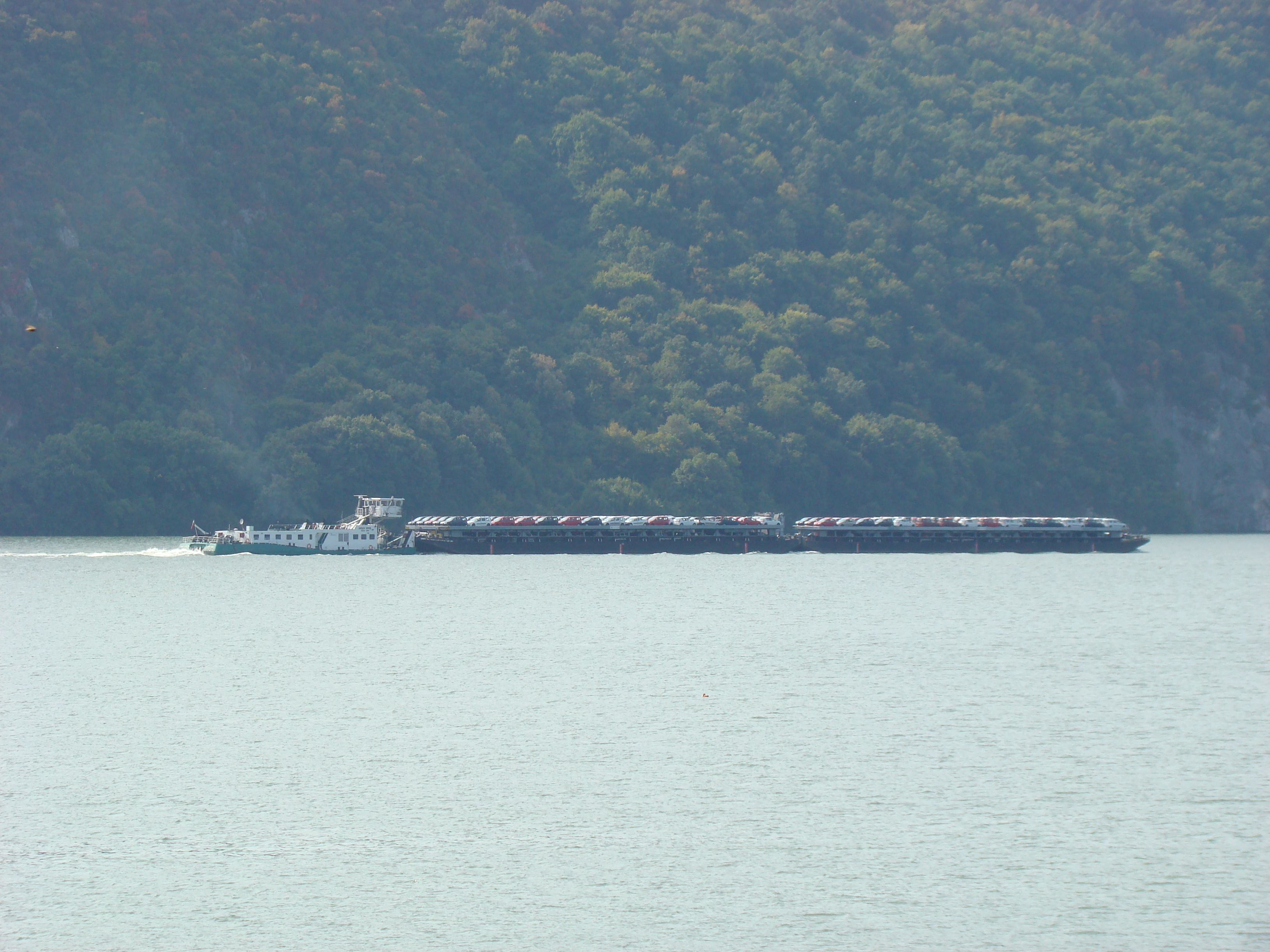
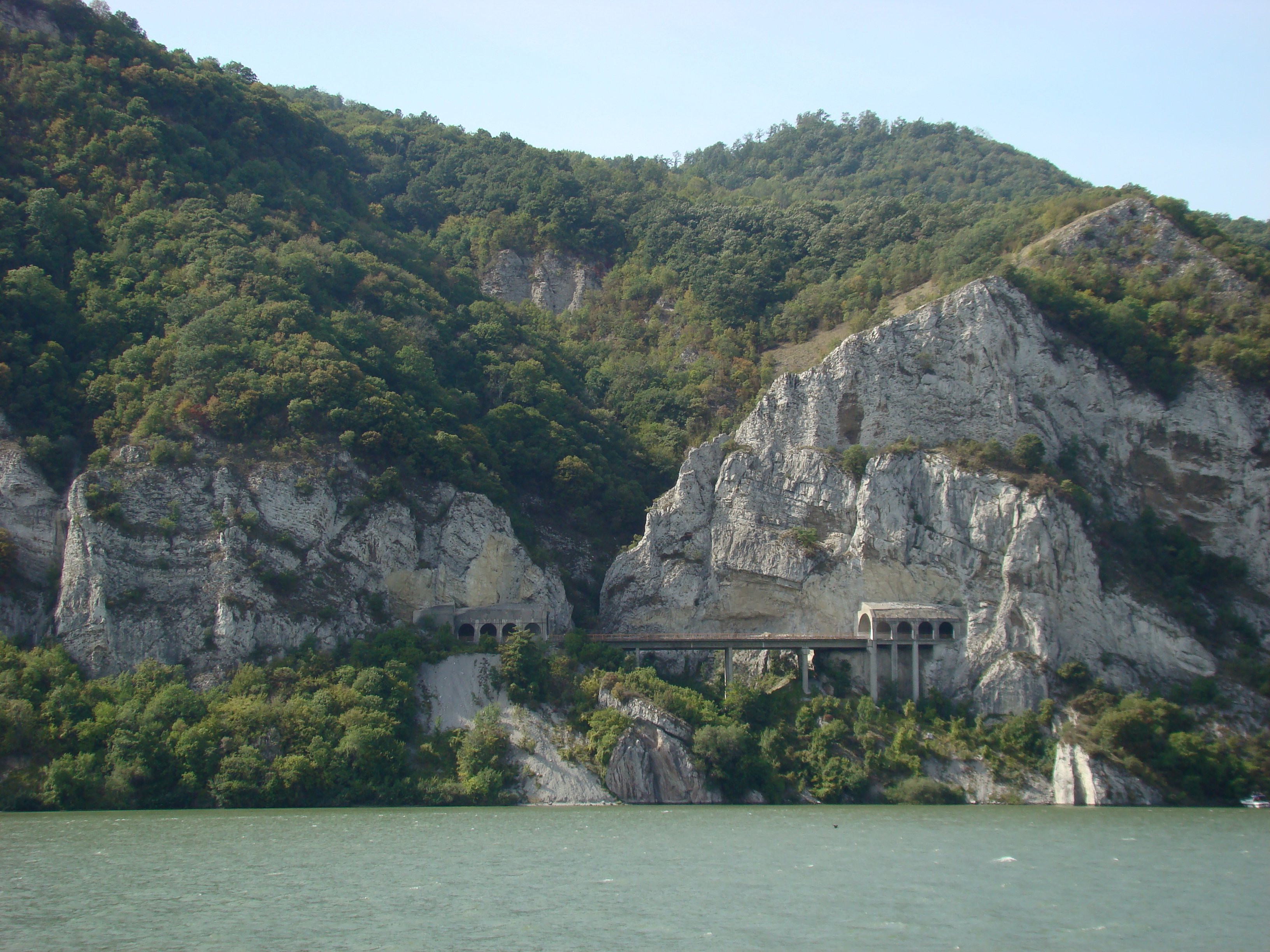
viaduct pe malul sârbesc
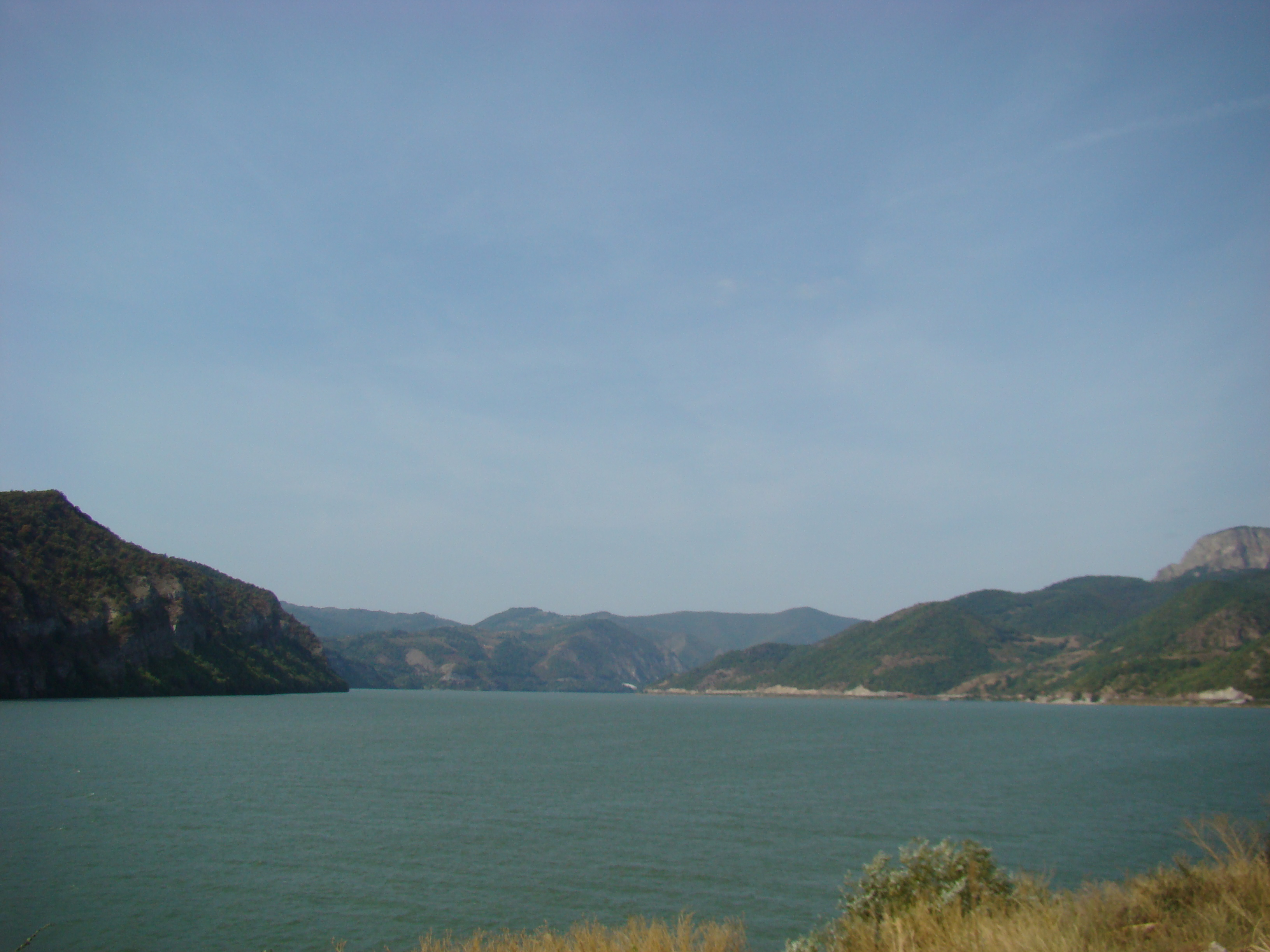
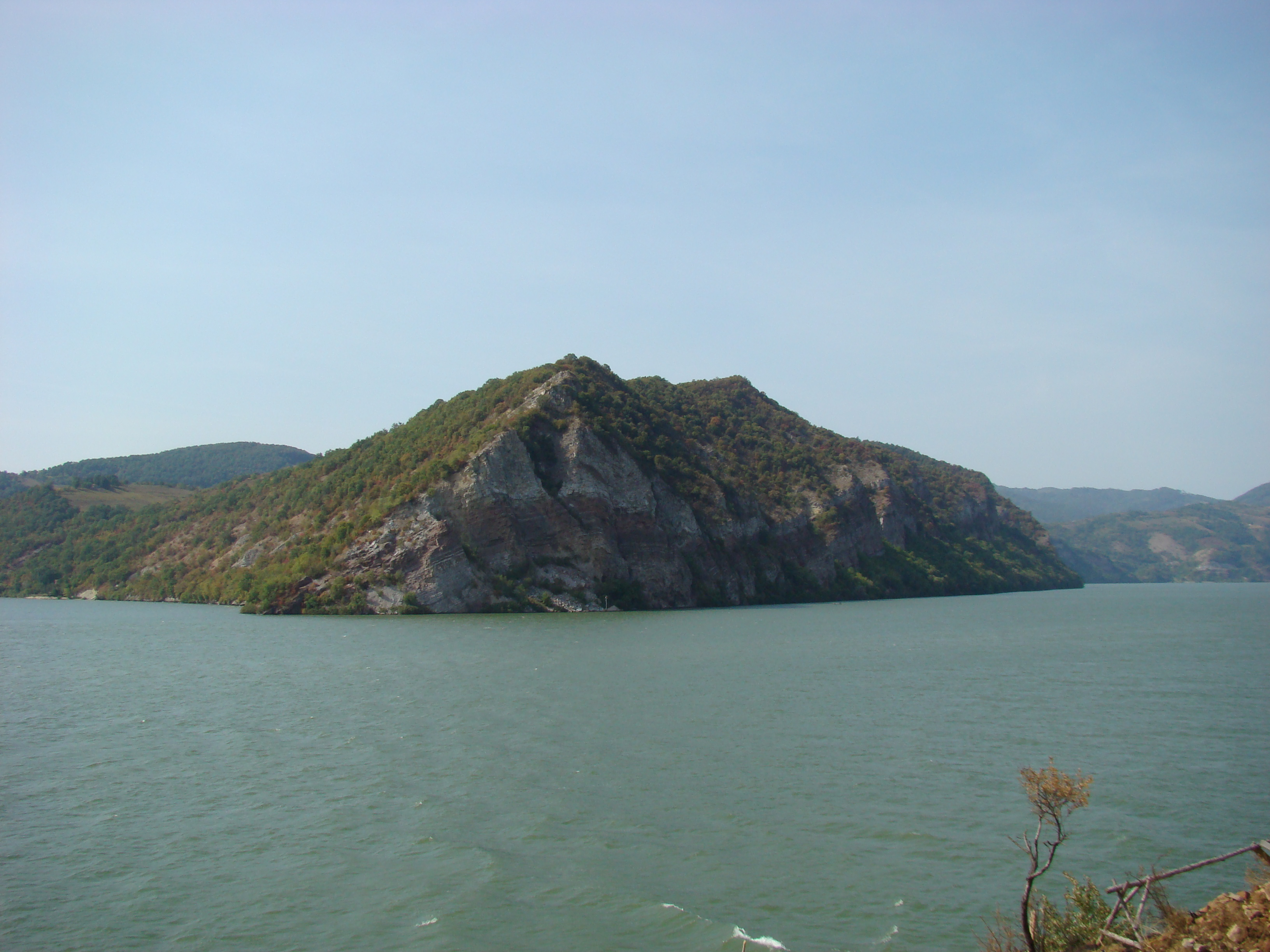
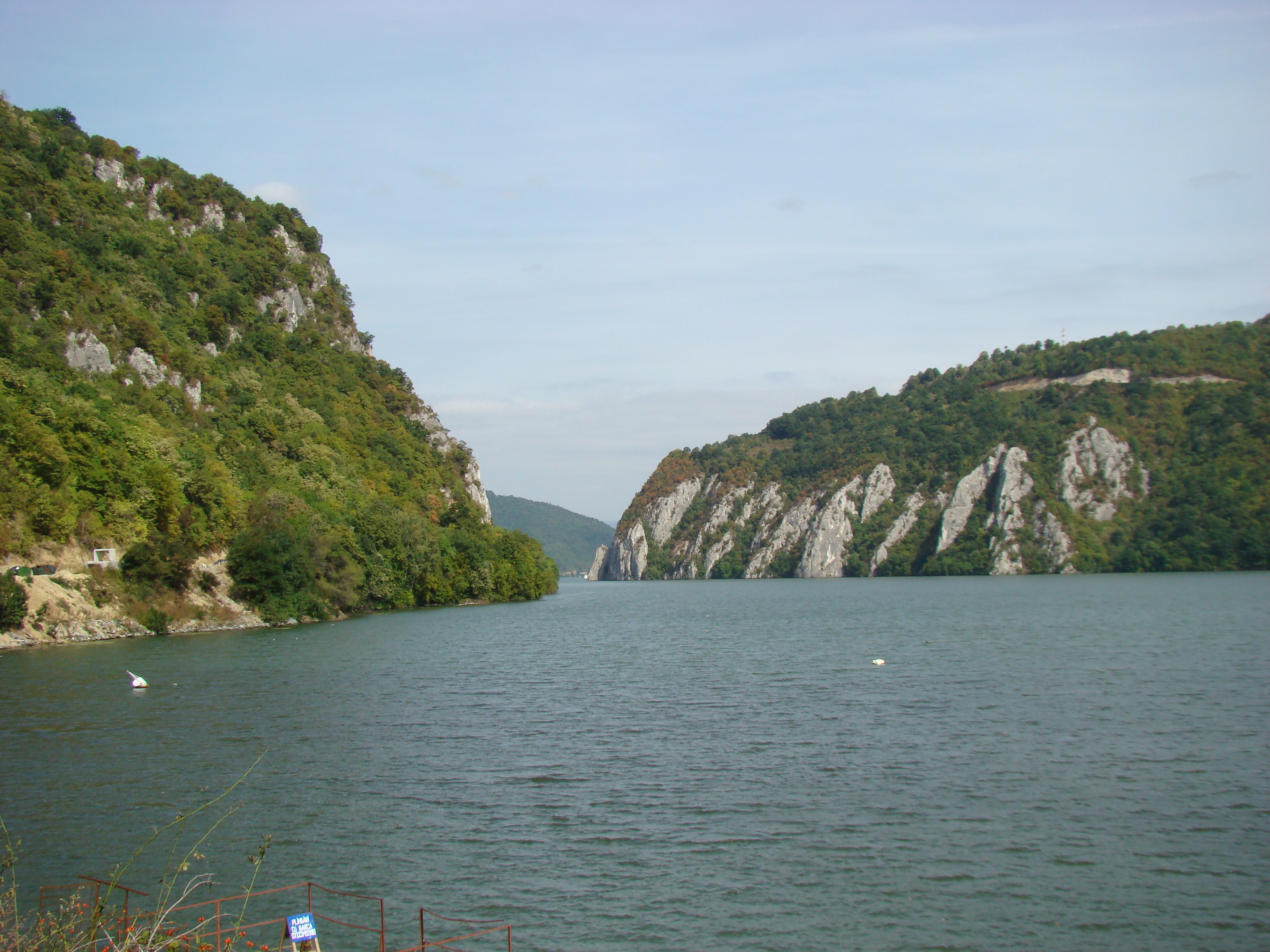
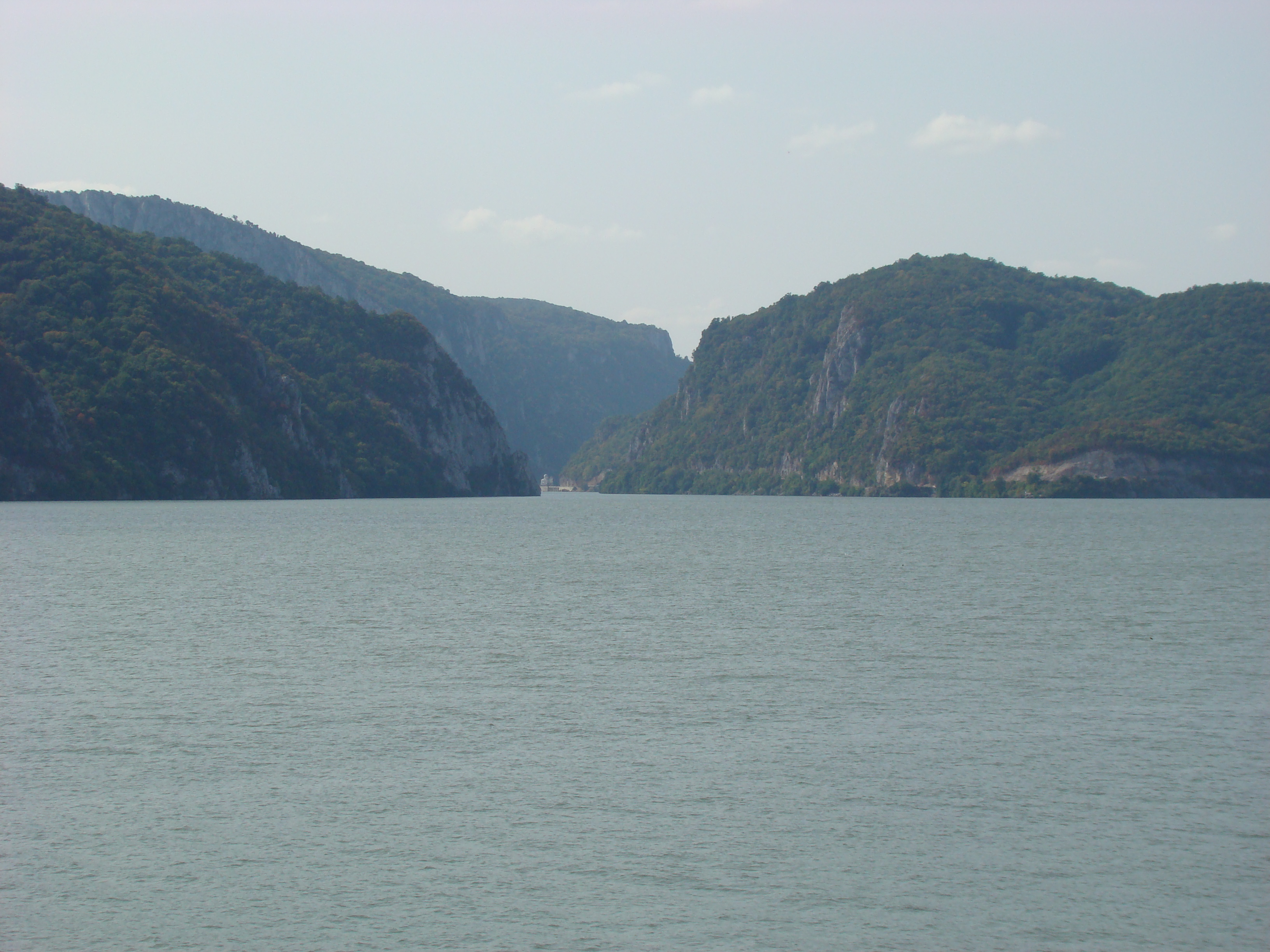
Dunărea la Cazane
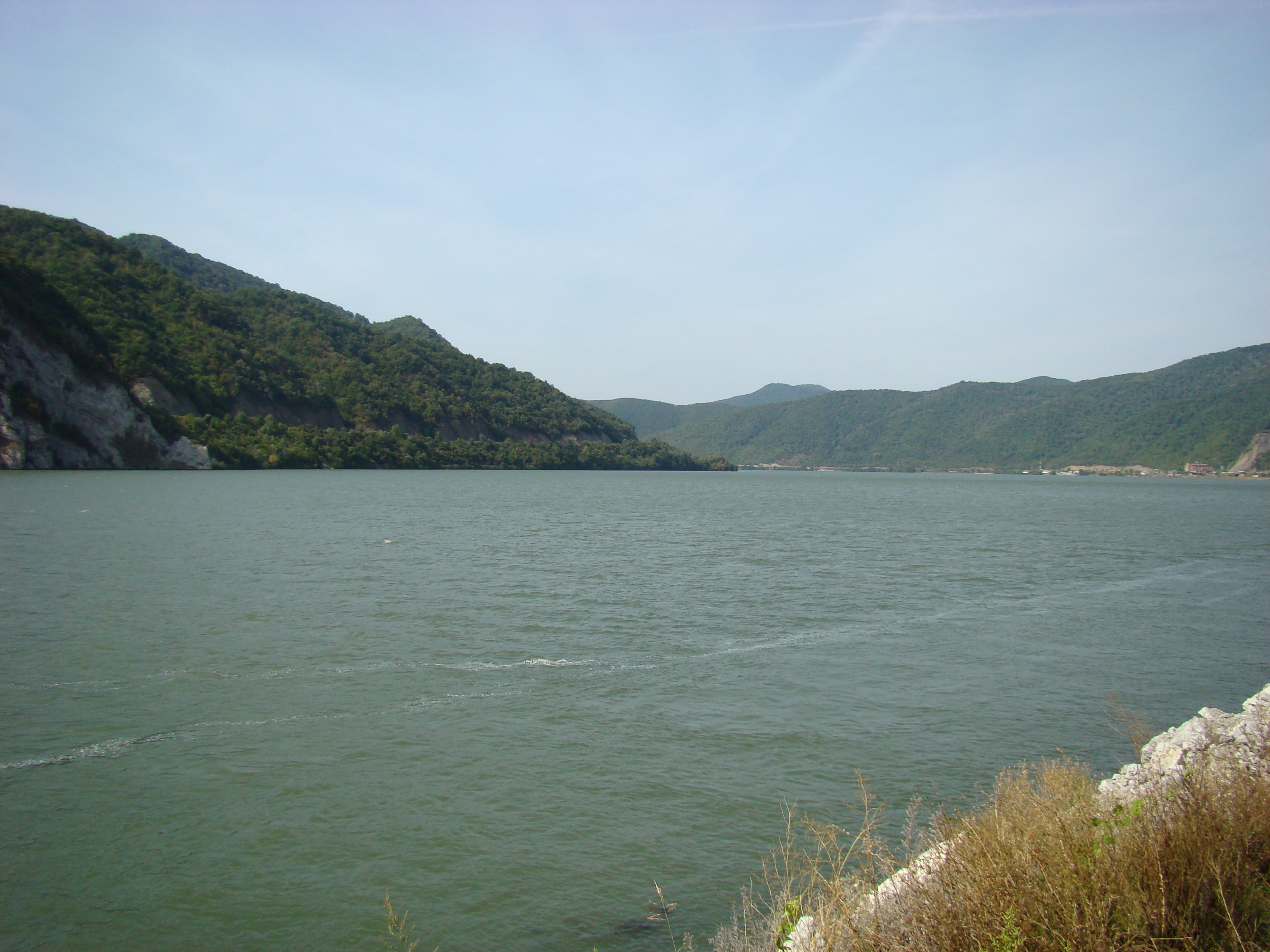
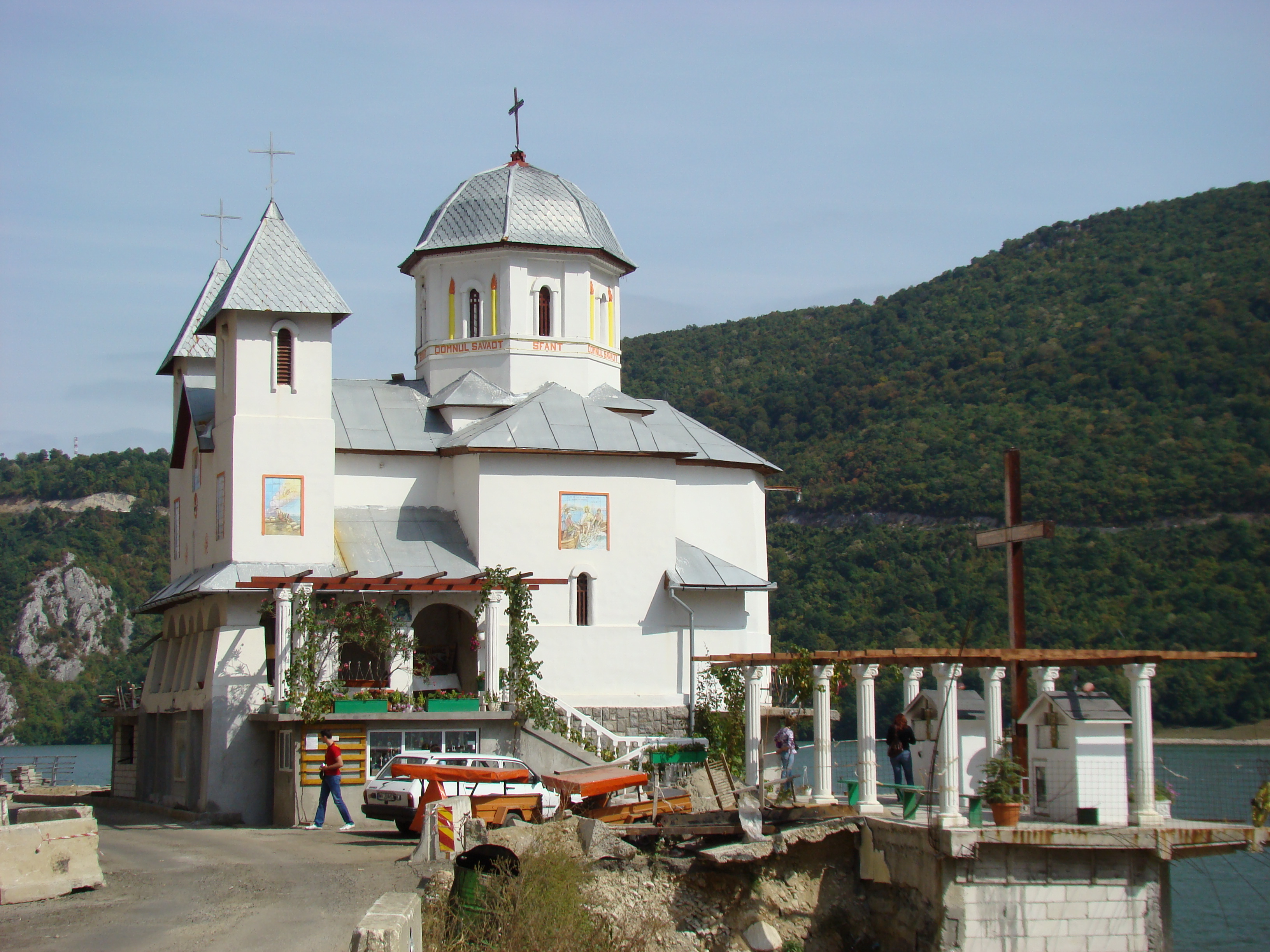
Mănăstirea Mraconia
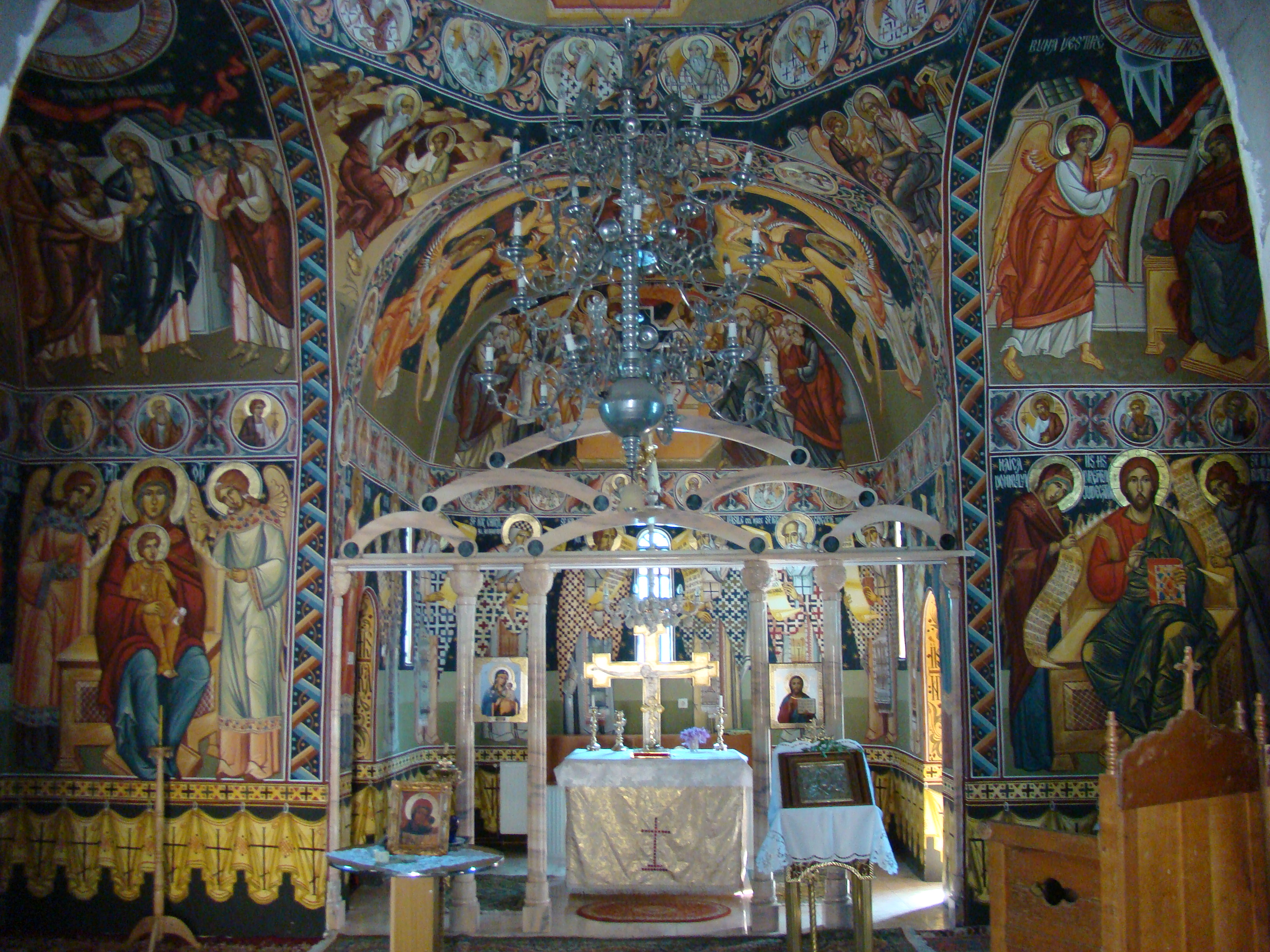
Mănăstirea Mraconia